# Ханусси, Мулай
Мула́й Идри́с Хану́сси (араб. مولاي إدريس الخنوسي‎; род. 21 июня 1939, Фес) — марокканский футболист, игравший на позиции защитника; участник чемпионата мира 1970 года.

## Биография

### Клубная карьера
На клубном уровне Ханусси представлял МАС, в котором играл в течение 16 сезонов и в 1965 году выиграл чемпионский титул.

### Карьера в сборной
В составе сборной Марокко присутствовал в заявке на олимпийском турнире 1964 года, но на поле так и не вышел.
В составе сборной Марокко принимал участие на чемпионате мира 1970 года, где сыграл в трёх матчах группового этапа со сборной ФРГ (1:2), Перу (0:3) и Болгарией (1:1). Марокканцы не смогли преодолеть групповой этап, заняв в группе последнее место.
Всего за сборную Марокко сыграл 35 матчей, в которых забил 2 гола.